# Niederzissen
Niederzissen là một đô thị thuộc huyện Ahrweiler, bang Rheinland-Pfalz, phía tây nước Đức. Đô thị Niederzissen có diện tích 11,95 km², dân số thời điểm ngày 31 tháng 12 năm 2006 là 2733 người.